# SN 1952E
SN 1952E – supernowa odkryta 19 kwietnia 1952 roku w galaktyce A130948-0329. W momencie odkrycia miała maksymalną jasność 19,80m.